# Amira Willighagen
Amira Willighagen (* 27. března 2004) je nizozemská sopranistka, která v roce 2013 vyhrála šestou sezónu Holland's Got Talent. V té době jí bylo 9 let.

## Kariéra

### Holland's Got Talent
Amira Willighagen se zúčastnila konkurzu v talentové soutěži Holland's Got Talent. Zde svou verzí písně O mio babbino caro z Pucciniho opery Gianni Schicchi zapůsobila tak, že během několika málo vteřin na ni porotci zírali v nevěřícném úžasu. Její vystoupení se na síti YouTube rychle stalo hitem, kde si do října 2018 získala více než 37 milionů diváků. V semifinále vystoupila se skladbou Ave Maria Charlese Gounoda a ve finále zazpívala Nessun dorma z Pucciniho opery Turandot. Soutěž vyhrála se ziskem více než 50 % hlasů televizních diváků.

### Další rozvoj kariéry
V únoru 2014 natočila Amira své debutové album Amira. Album obsahuje 10 skladeb, včetně písní se kterými vystupovala v soutěži Holland's Got Talent. Album bylo v Nizozemsku vydáno 28. března a během dvou týdnů získalo ocenění zlatá deska.
Poté, co jeden z členů Johnn Strauss Orchestra zhlédl na YouTube nahrávku z jejího vítězného vystoupení, pozval André Rieu mladou zpěvačku, aby s ním a jeho orchestrem vystoupila v Maastrichtu a podílela se na nahrávce jeho alba Love in Venice.
Její první mezinárodní vystoupení se konalo v jihoafrickém Somerset West, kde na jaře 2014 vystoupila na kulturní akci Starlight Classics Concerts. V dubnu stejného roku vystoupila v Las Vegas, tato příležitost byla součástí ceny za vítězství v talentové soutěži Holland's Got Talent. Amira Wilinghagen vystoupila na dalších místech v Evropě, v Anglii, také v Argentině, Hongkongu a Islandu.
V listopadu 2014 navštívila Papežskou Univerzitu Urbaniana v Římě, kde převzala mezinárodní cenu Giuseppe.
V listopadu 2015 vydala své druhé album Merry Christmas, která kromě známých vánočních koled obsahuje výběr slavných árií. V březnu 2018 vydala album With All My Heart, kde se Amira posunula od operního zpěvu ke tzv. klasickému crossoveru.

### Alba
| Název alba        | Rok vydání |
| ----------------- | ---------- |
| Amira             | 2014       |
| Merry Christmas   | 2015       |
| With All My Heart | 2018       |

## Život
Na začátku roku 2018 se Amira přestěhovala spolu s její matkou a bratrem do Jižní Afriky . V rozhovoru pro nizozemské noviny uvedli, že jedním z důvodů byla potřebná flexibilita ve studiu, kterou jihoafrický vzdělávací systém, na rozdíl od nizozemského, nabízí.
Podle prohlášení na jejích webových stránkách věnuje polovinu svých příjmů plynoucích z představení a z prodeje alb na vlastní charitativní projekt, Gelukskinders (Štěstí dětí), s cílem budovat dětská hřiště v těch nejchudších čtvrtích jihoafrických měst. Do června 2018 bylo otevřeno pět hřišť.